# Сербсько-турецька війна (1876—1877)
Сербсько-турецька війна (1876—1877) — (серб. Први српско-турски рат) — війна Сербії і Чорногорії за повну незалежність від Османської імперії.

## Передумови
У 1875 року у Герцеговині спалахнуло повстання проти османського панування. Згодом воно перекинулось на Боснію. Сербія надавала широку підтримку повстанцям.
Влітку 1876 року князь Милан Обренович, домовившись з князем Чорногорії Ніколою Петровичем, вирішив розпочати війну з Османською імперією. 28 червня 1876 року, на Відовдан, Сербія оголосила війну Османській імперії. Мілан Обренович сподівався на загальнобалканське повстання проти османів. Але Болгарія після жорстокого придушення повстання 1875 року не виступила проти османів. Греція та Румунія також утримались від бойових дій. Всі сили османів були спрямовані проти Сербії та Чорногорії.

## Хід війни
Хоча османська армія була менша за сербську, проте вона була краще озброєна. Крім того, сербам, які не воювали півстоліття, бракувало вищих офіцерів. Цей брак частково покривався за рахунок російських добровольців, а безпосередньо бойовими діями командував російський генерал Михайло Черняєв.
2 липня 1876 рок сербські війська перейшли османський кордон, але незабаром їх наступ був зупинений. 28 липня Черняєв віддав наказ відступити до сербського кордону. 30 липня османи обложили прикордонне місто Княжевац, яке захопили 6 серпня. Перед ними відкрився шлях у центральні райони Сербії. Протягом місяця османи захопили ряд міст та фортець, але під тиском великих держав було укладене перемир'я, яке тривало з 5 по 28 вересня. За цей час сербська армія перегрупувалась та отримала поповнення за рахунок добровольців з Росії.
29 вересня Черняєв розпочав новий наступ на лівому березі Морави. Але вже за 2 дні цей наступ був зупинений. У середині жовтня османи перейшли в наступ, а 19 жовтня розбили сербські війська в битвах біля Алексинацу та Джуніса. Становище сербів було критичне. Князь Мілан Обренович звернувся по допомогу до російського імператора Олександра II.
31 жовтня російський посол в Стамбулі висунув Османській імперії ультиматум із вимогою протягом 48 годин укласти мирний договір із Сербією та Чорногорією; у противному випадку 200-тисячна російська армія, яка розташовувалась в Бессарабії, перейде кордон та розпочне війну проти Османська імперія. Наступного дня Османська імперія прийняла ультиматум та уклала двомісячне перемир'я.
27 лютого 1877 року у Константинополі був укладений мирний договір.

## Галерея

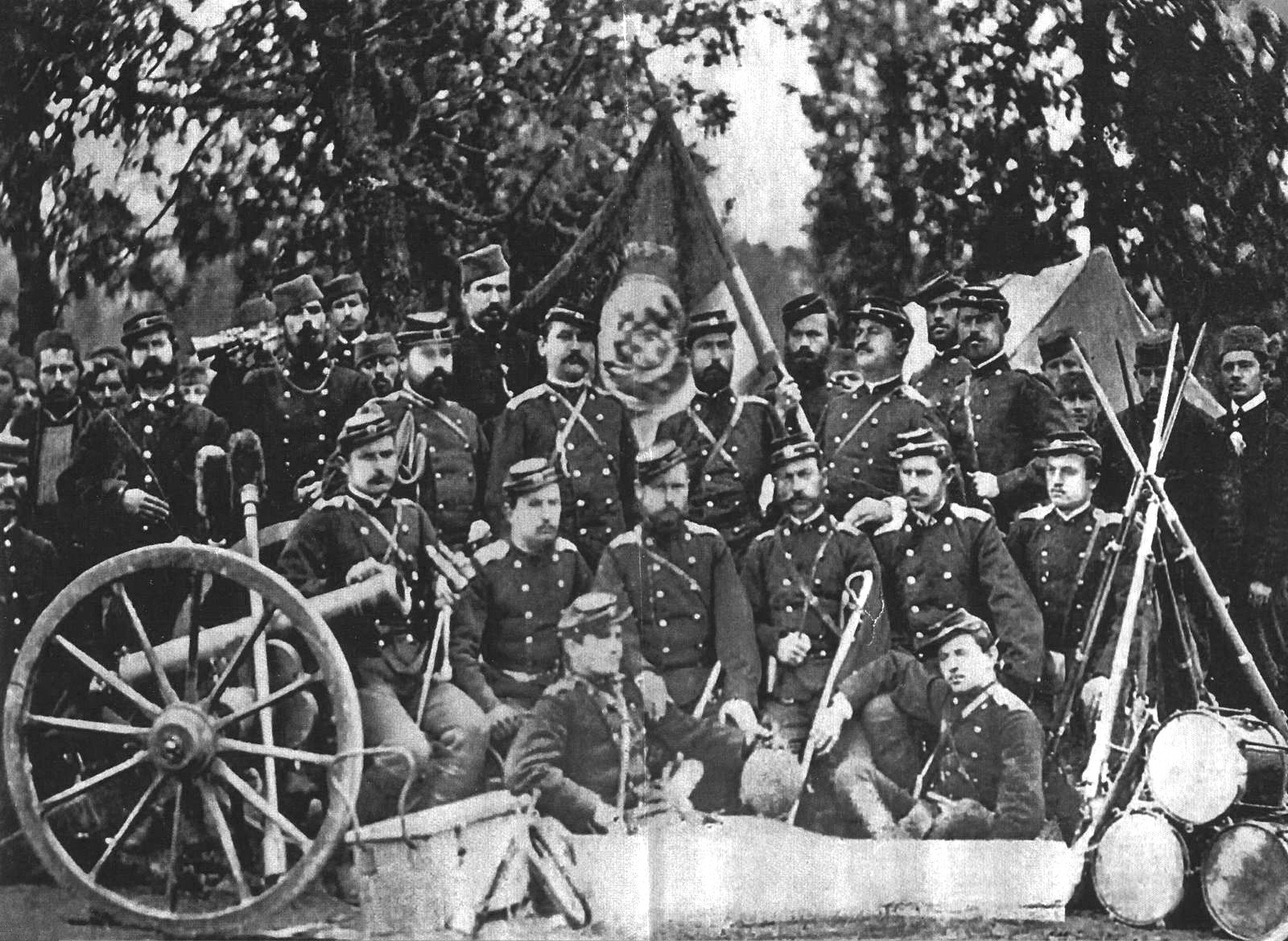
Сербський військовий табір, 1876 рік
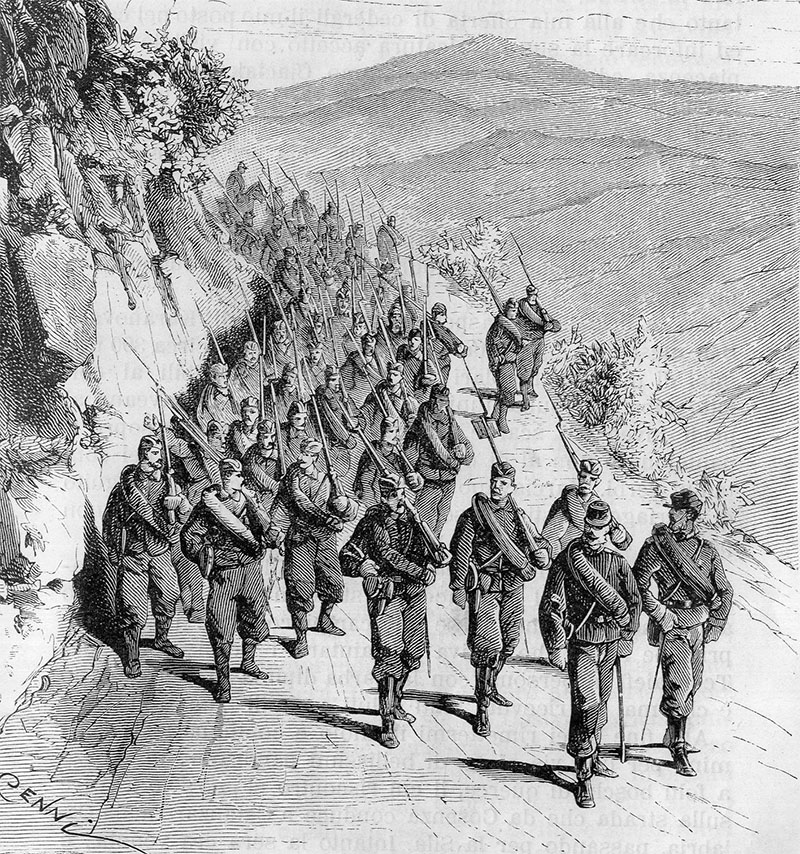
Марш сербських військ, 1876 рік
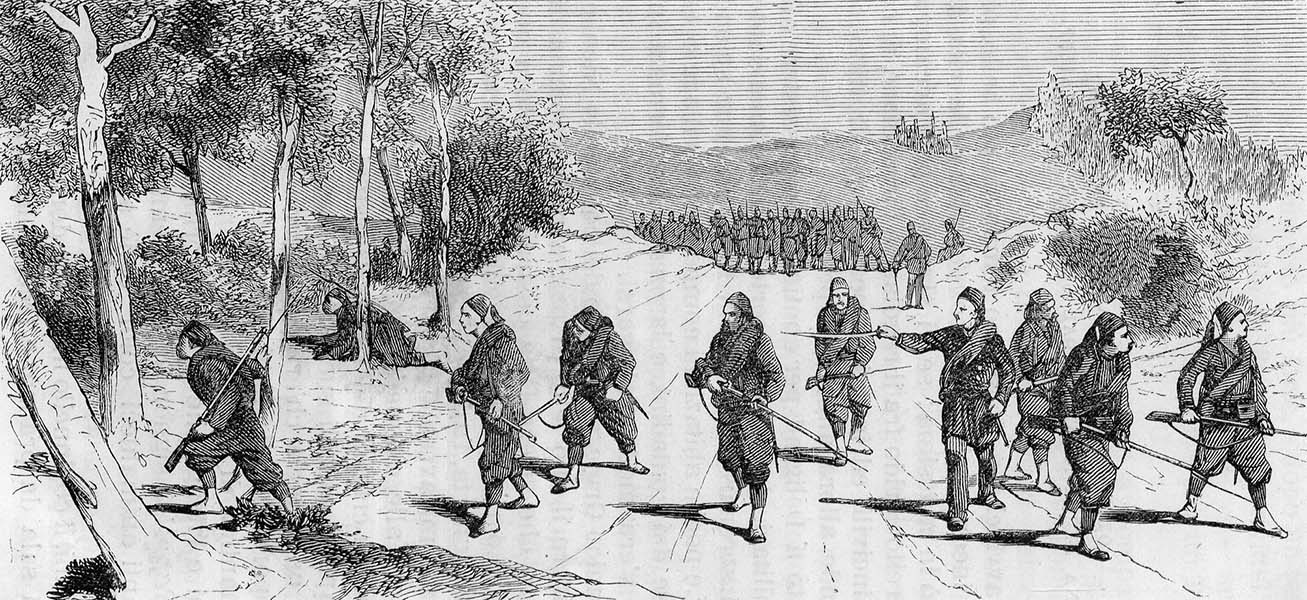
Османська розвідка біля Деліграду, 1876 рік
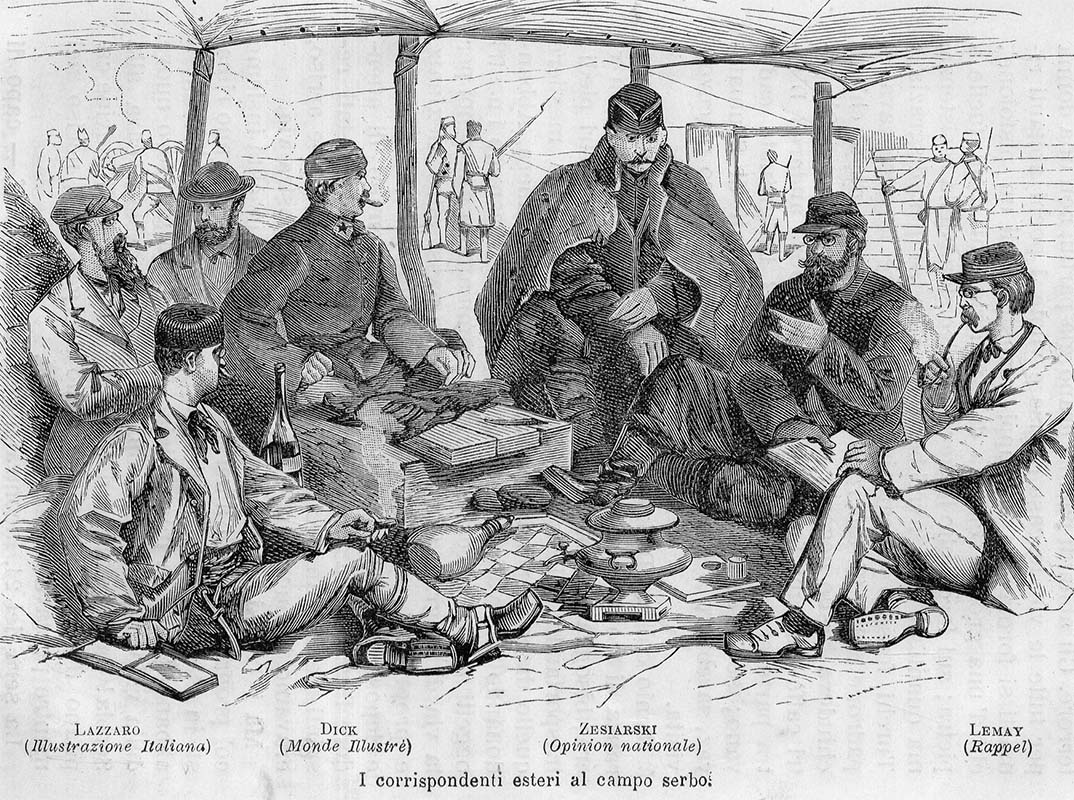
Військові кореспонденти в сербському таборі, 1876 рік
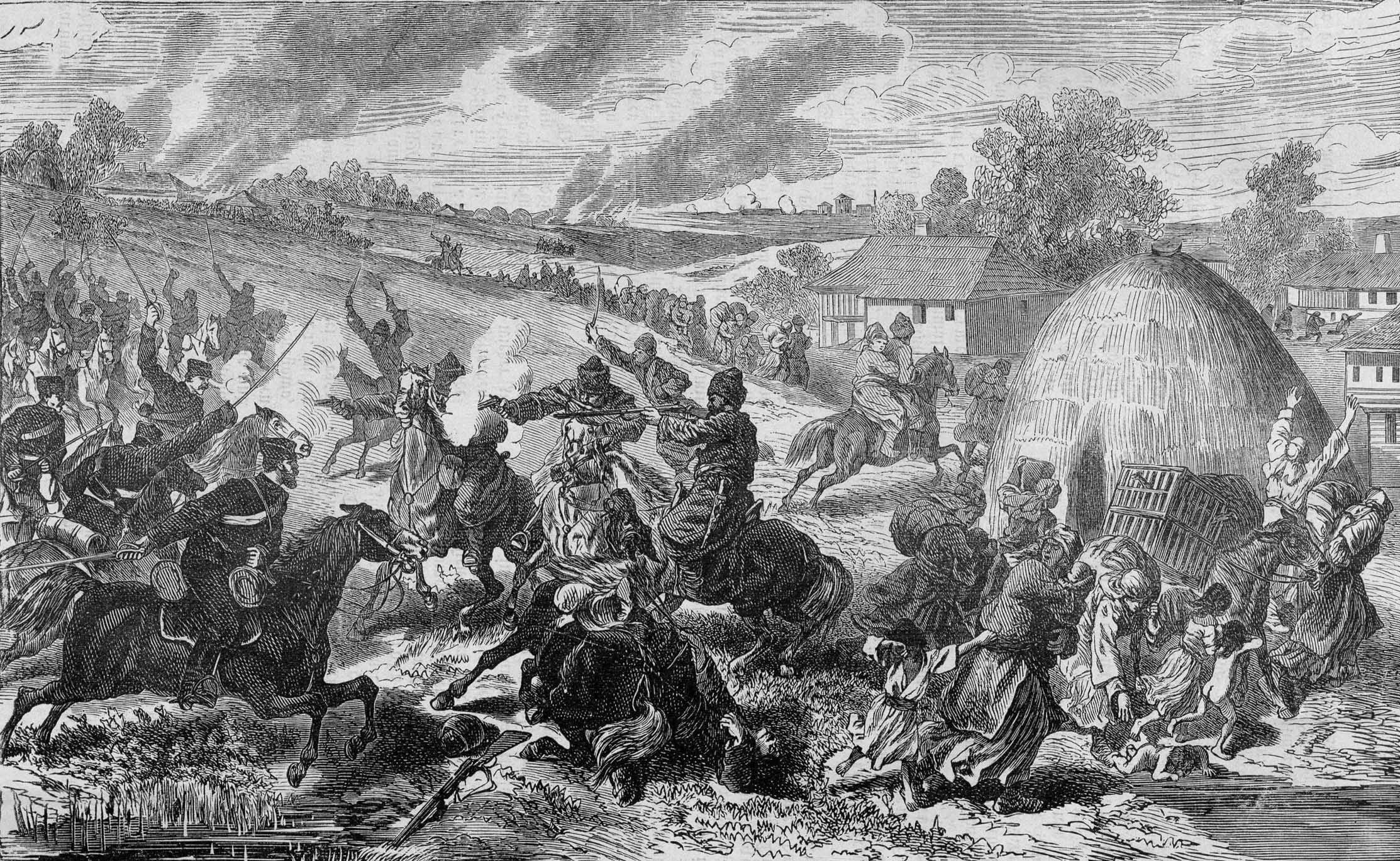
Сутичка з черкесами
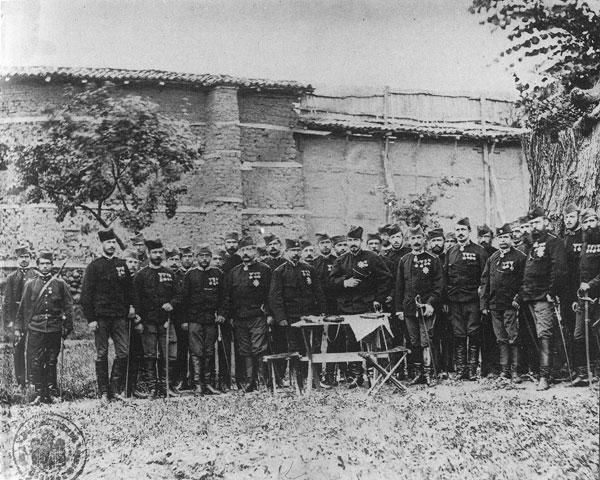
Верховне командування сербської армії, 1876–77 роки
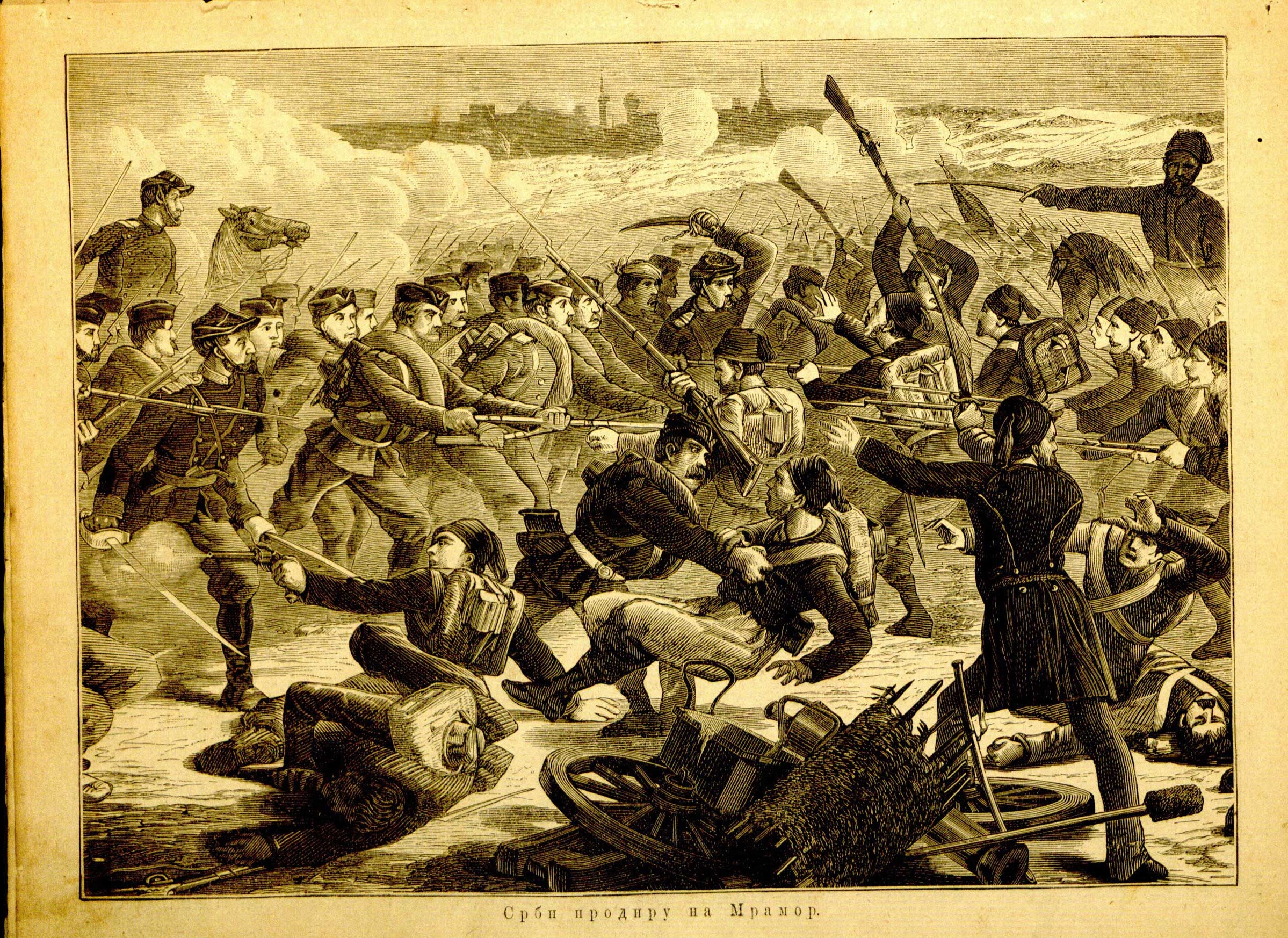
Сербські солдати атакують османські війська біля Мрамору, 1877 рік
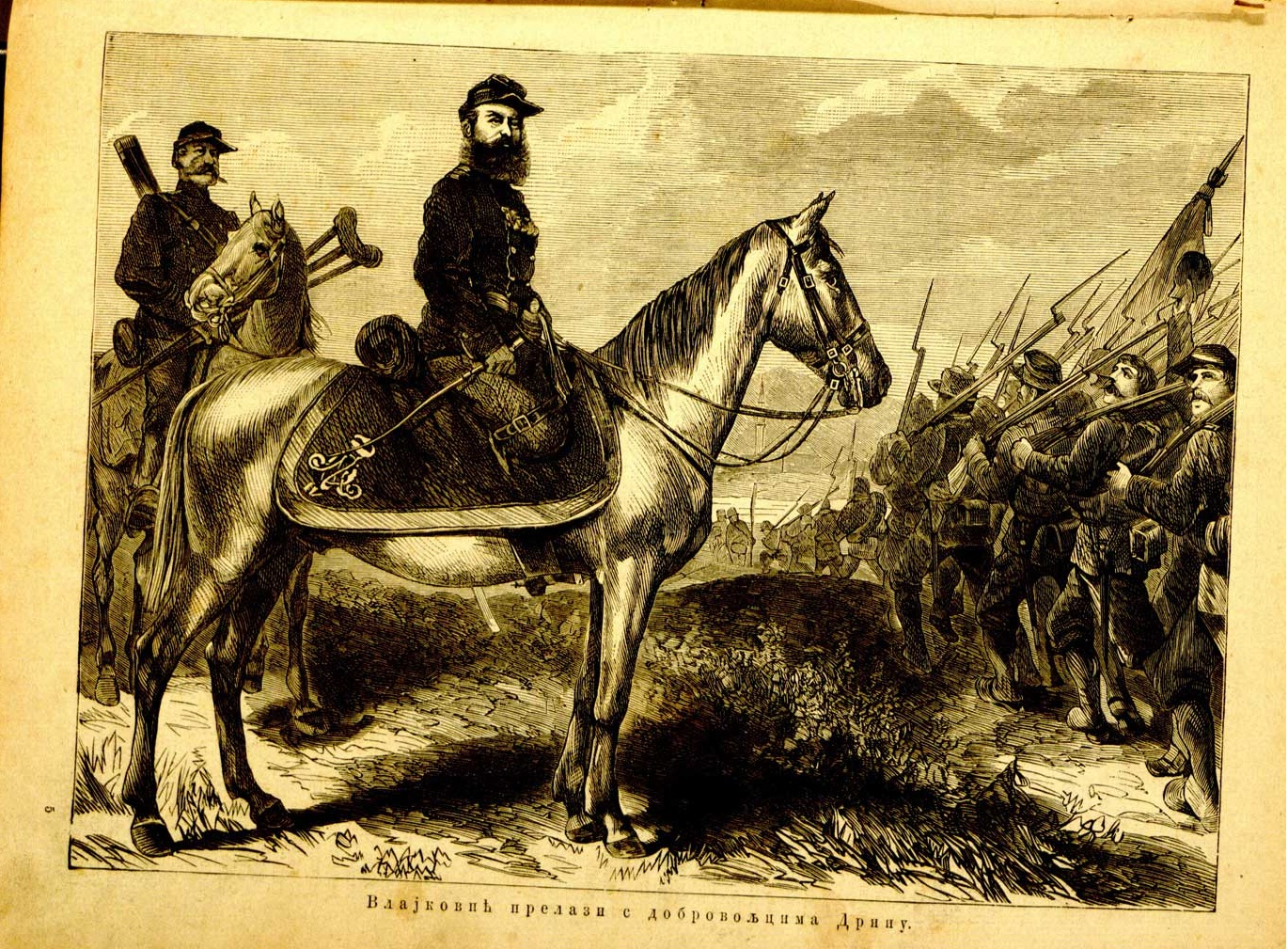
Джордже Влайкович з добровольчими загонами форсує Дрину, 1877 рік